# ماسون رودولف
ماسون رودولف (بالإنجليزية: Mason Rudolph)‏ هو لاعب غولف أمريكي، ولد في 23 مايو 1934 في كلاركسفيل في الولايات المتحدة، وتوفي في 18 أبريل 2011.

## وصلات خارجية
- ماسون رودولف على موقع رابطة لاعبي الغولف المحترفين (الإنجليزية)